# Li Bun-hui
Li Bun-Hui ou Ri Pun-hui (coreano: 리분희: 29 de dezembro de 1968) é uma ex-mesa-tenista norte-coreana.

## Carreira
Li Bun-Hui representou seu país nos Jogos Olímpicos de 1992, na qual conquistou a medalha de bronze em simples e duplas.